# Омон (Сома)
Омон (фр. Aumont) насеље је и општина у североисточној Француској у региону Пикардија, у департману Сома која припада префектури Амјен.
По подацима из 2011. године у општини је живело 138 становника, а густина насељености је износила 41,69 становника/km². Општина се простире на површини од 3,31 km². Налази се на средњој надморској висини од 127 метара (максималној 145 m, а минималној 90 m).

## Демографија
| 1962. | 1968. | 1975. | 1982. | 1990. | 1999. | 2011. |
| ----- | ----- | ----- | ----- | ----- | ----- | ----- |
| 134   | 118   | 110   | 104   | 108   | 116   | 138   |

График промене броја становника у току последњих година